# 亞馬遜泰托脂鯉
亞馬遜泰托脂鯉，為輻鰭魚綱脂鯉目脂鯉亞目脂鯉科的其中一個種，分布於南美洲亞馬遜河中下游流域，體長可達2.1公分，棲息在底中層水域，生活習性不明。